# Église Saint-Basile-d'Ostrog de Blagaj
Pour les articles homonymes, voir Église Saint-Basile-d'Ostrog et Ostrog.
L'église Saint-Basile-d'Ostrog (en serbe cyrillique : Црква Светог Василија Острошког ; en serbe latin : Crkva Svetog Vasilija Ostroškog) est située en Bosnie-Herzégovine, sur le territoire du village de Blagaj et sur celui de la ville de Mostar. Elle a été construite en 1892 et 1893 et est inscrite sur la liste des monuments nationaux de Bosnie-Herzégovine. Elle fait partie de l'« ensemble naturel et architectural de Blagaj » proposé par le pays pour une inscription au patrimoine mondial de l'UNESCO.
L'église est aujourd'hui en ruine.